# O Mistério do Dominó Preto
O Mystério do Domino Preto é um filme silencioso de 1931, do gênero drama, considerado o primeiro longa-metragem brasileiro dirigido por uma mulher. O filme conta com a direção de Cléo de Verberena e foi produzido pela Épica films, produtora criada por ela e seu marido, César Melani, sendo o primeiro e único filme da produtora. 
O roteiro foi baseado na novela de mesmo nome, “O Mystério do Dominó Preto”, de Martinho Corrêa (pseudônimo de Aristides Rabello), publicada na revista O Commentario (SP) em 1926. Mais tarde se descobriu que já haviam 2 versões anteriores da narrativa, todas atribuídas a Rabello. 
A película do longa foi perdida com o tempo, não sendo conhecida nenhuma cópia preservada atualmente.

## Elenco
- Cléo de Verberena como Cléo.
- Laes Mac Reni (Pseudônimo de César Melani) como Virgílio.
- Nelson de Oliveira como Marcos.
- Rodolfo Mayer como Tenente Renato.
- Emílio Dumas como Comendador Fernando.
- Lina Vera como Esposa de Renato.

## Sinopse
No carnaval do Rio de Janeiro, o estudante de medicina Virgílio reencontra Cléo, uma antiga paixão, vestida de dominó preto e afirmando que precisa de ajuda pois foi envenenada. Ele tenta salva-la e leva-a para o seu apartamento. Antes da sua morte, Cleo consegue lhe contar que o seu amante foi o responsável. Virgílio e Marcos, seu colega de apartamento, seguem nessa aventura para descobrir o mistério do responsável pelo crime e se livrar do corpo de Cleo. 

## Produção
Uma herança inesperada de um parente de Laes , permite ao casal criar a Épica Films e importar da França as câmeras e equipamentos usados nas gravações do seu primeiro e único filme. Com o baixo orçamento comum para a época, as gravações foram feitas no fundo de quintal e garagem, como contam relatos da produção. 
Como diretora e atriz principal do filme, Cléo especificava para a produção o que devia ser feito nas cenas em que ela protagonizava, e dirigia em primeira mão nos momentos que não estava em cena. A produção do filme e o seu lançamento foram muito antecipados em revistas e jornais, sob a forte propaganda e espanto pela “Primeira Directora do Cinema Brasileiro”. 
A filmagem do longa se estendeu até Novembro de 1930, sendo estreado no dia 09 de Fevereiro de 1931. Além disso Marcello Guaycuru's  compôs uma valsa-canção de mesmo nome ( O mystério do domino preto) exclusiva para o filme.

Em especial foram encontrados diversos registros na "Cinearte” (RJ), a maior correspondente de Cléo de Verberena, e na “A Gazeta "(SP).
"Dirigindo, Cleo é de uma exigencia rarissima. Eu a vi em acção. E’ esmerada no seu trabalho. Dirige com segurança e firmeza. Muda a camera constantemente de posição. (...) ”  (Cinearte, 1930) 
“ Serão concluidos, por todo esse mês, os pequeninos trabalhos de filmagem que ainda sobram. Falta-lhes apenas, um typo de ingenua para um papel de noiva que o argumento requer. Este film, como se sabe, está sendo dirigido com o maximo carinho e o maior criterio por Cleo de Verberena, a primeira directora Brasileira de films .”( Cinearte, 1930)

## Distribuição

###### São Paulo
- Rosário ( 09 -14 Fevereiro )
- Coliseu ( 17 de Fevereiro)
- Espéria ( 19 de Março)
- América ( 8 de Abril )
- Oberdan (17 de Abril)

###### Curitiba
- Teatro Avenida (4 de Julho)

## Recepção
Apesar de lançada durante declínio do cinema mudo (devido a importação de filmes sonoros internacionais), e da baixa possibilidade de distribuição da obra, esta ainda conseguiu render comentários mistos à positivos, e muita expectativa. 
“Um drama Arrebatador, cuja acção forte se passa durante os dias de Carnaval no Rio de Janeiro. Uma producção nacional de grande belleza, photographia brilhante, technica perfeita, tendo como heroina a linda e celebre estrella brasileira CLEO DE VERBERENA” (Diario da tarde, 1931) 
“(...) Isso prova, pois, que não há exagero quando affirmamos que “ O Mystério do Dominó preto” marcara época na cinematographia nacional (...) “  “ (...) um filme logicamente deve agradar o publico. Assim sendo “O mysterio do domino preto”, pellicula genuinamente nacional, deve conquistar logo a primeira vista as sympathias do publico. Imagine-se um enredo em que a alegria, a dôr, e o mysterio avançam de braços dados (...)” (Diario Nacional: A democracia em Marcha , 1931)   
“A continuidade de “ O mystério do dominó preto” é bôa. Contudo, não se pense que esteja a mesma isenta de defeitos. Tem-n'os e muitos. Tanto de Technica, de direcção, de laboratorio, como de camera. (...)" " Cleo Verberena, neste trabalho, não se sahiu mâ de toda. O dirigir um ‘film’ e interpretar o papel feminino é de responsabilidade sem par. (...)” (Stopinsky , A Gazeta, 1931) 